# Aurangabad (Bihar)
Aurangabad es una ciudad de la India, centro administrativo del distrito de Aurangabad, en el estado de Bihar.

## Geografía
Se encuentra a una altitud de 176 m s. n. m. a 140 km de la capital estatal, Patna, en la zona horaria UTC +5:30.

## Demografía
Según estimación 2011 contaba con una población de 101 520 habitantes.